# Jordi Galí i Herrera
Jordi Galí i Herrera (Barcelona, 19 de març de 1927 - 1 de desembre de 2019) fou un pedagog i historiador català, fill d'Alexandre Galí i Coll.

## Biografia
Estudià a la Mútua Escolar Blanquerna, fundada pel seu pare.
El 1939, acabada la guerra i exiliat el seu pare, l'edifici de l'escola Blanquerna es converteix en el Instituto Nacional Menéndez y Pelayo, on Jordi fa els primers cursos del batxillerat. Del 5è al 7è els cursa a l'Institut d'Osca.
El 1945, de tornada a Barcelona, entra a l'agrupament escolta Francesc Soliguer. Del 1946 al 1958 participà activament en el moviment escolta Minyons de Muntanya-Boy Scouts de Catalunya que animava mossèn Antoni Batlle i després a la Delegació Diocesana d'Escoltisme.
Estudia Filologia Clàssica a la Universitat de Barcelona i és professor auxiliar de la Universitat, on aprèn a gestionar una classe. Del 1946 al 1951 dona classes particulars.
Als 24 anys se li proposa anar de director al Colegio-Internado La Molina, un entremig entre un internat suís de muntanya i la public school anglesa. El contacte amb la naturalesa, l'esforç físic i intel·lectual, les converses amb companys i el contacte directe amb els alumnes el marcarà com a professor. Al curs 1955-56 aquesta escola obre les portes a Barcelona i després es converteix en l'Escola Sant Gregori que encara avui existeix. En el seu moment va adquirir un gran prestigi i és una de les primeres escoles catalanes. Jordi Galí en serà el director fins a 1992, quan la seva filla Montserrat Galí Izard assumeix el càrrec. L'Escola Sant Gregori de Barcelona, és una de les escoles renovadores del moviment pedagògic català i on va divulgar els principis pedagògics que inspiraren el seu pare.
El treball de Jordi Galí i Herrera ha sigut reconegut amb la medalla Francesc Macià del Treball. i la Creu de Sant Jordi (1994).
També ha estat president de la Societat Catalana de Pedagogia, filial de l'Institut d'Estudis Catalans.

## Obres
- J. Galí. Escrits de Mossèn Batlle. escoltisme. escoltismo (1966)- Editorial Estela[5]
- Saint-Exupéry o la llibertat d'esperit (1965)
- Didáctica del lenguaje (1967)
- El compromís polític dels germans Chesterton (1974)
- La literatura en lengua catalana (1981)
- La formació de Catalunya (1986)
- Alexandre Galí i el seu temps (1995)[6]
- La Renaixença catalana. Persones i institucions (1997)
- De la mesura a l'avaluació (1998)[7]
- Les ganes d'aprendre. Lectures, reflexions i experiències d'un mestre". Inclou el conegut "Manifest per l'ensenyament". (2005)[8]